# Паоло Реньєр
Паоло Реньєр (італ. Paolo Renier) — 119-й венеційський дож у 1779—1789 роках.

## Біографія
Належав до роду «нових патриціїв». П'ятий син Андреа Реньєра та Єлізабетти Морозіні. Його вихователем був абат П'єтро Антоніо Муаццо з Криту, який дав йому чудову освіту, засновану на класичній літературі та риториці. Він став красномовцем і тактиком. 4 грудня 1730 року увійшов до Великої ради, але лише 1736 року став засідати в її дорадчих органах. 28 квітня 1733 року він одружився з Джустіною Дона. Посаг, мабуть, був чималим і також включав чотири трасти від родин Бергонці та Таска.
1737 року стає одним з виконавців (екзекуторів) з водопостачання столиці. З 1737 до 1750 року кожні півроку з перервою у півроку входив до складу колегії мудрих з питань материка (опікувалися питаннями північноіталійських володінь Республіки). 1746 року стає членом Сенату, де безперервно перебував у 1750—1764 роках. Між 1748 і 1751 роками під час протистояння з Австрією та Папською державою щодо намагання останніх ліквідувати Аквілейський патріархат очолював найнеприхильнішу фракцію, яка вимагала перенесення резиденції патріарха до Удіне. 1750 року підтримував відкликання венеційського посла П'єтро Андреа Каппелло з Риму. 1751 року помирає його дружина. З 1751 до 1761 року входив до складу Ради старійшин.
В наступні роки був вищим проведитором Нової юстиції (1750), членом ради з питань водопостачання (1753, 1757 та 1758), виконавцем з питань богохульства (1755 та 1759), депутатом з питань грошового забезпечення (1759) та проведитором з нагляду за жіночими монастирями (1761).
У вересні 1760 року разом з Андреа Троном йому вдалося домогтися схвалення армійської реформи, запропонованої генералом Вільямом Гремом, який тоді командував сухопутними військами Республіки.
У 1761 році його було обрано проведитором з охорони здоров'я, і протягом цього мандату він звернувся до Анджело Кверіні, голови авагадорії, з проханням врегулювати суперечку між світськими черницями та братствами щодо «постачання» на похорони. Сама по собі справа мала невелике значення, але вона спровокувала інституційне зіткнення через надмірні повноваження державних інквізиторів. Під час дебатів Реньє виступав протягом п'яти годин, рішуче скаржачись на економічну та соціальну нерівність та стверджуючи про необхідність відновлення давніх статутів та влади Ради десяти над державними інквізиторами. Втім, після першого голосування, яке завершилося нічиєю, пропозицію було відхилено лише двома голосами, також через сильну незгоду громадської думки, яка вважала інквізиторів найкращим захистом від ризику зловживань з боку патриціїв. Зрештою, Кверіні було заслано до Верони, але Реньєр продовжував підтримувати його та кілька разів втручався у справи Великої ради проти фракції «трибуналістів», яку очолював Марко Фоскаріні.
1762 року призначається коректором промов дожа з нагоди обрання свого опонента Марко Фоскаріні, а 1763 року також Альвізе IV Моченіго. 1764 року призначається послом до двору імператора Священної Римської імперії, куди він прибув 28 вересня 1765 року, в ті дні, коли помер Франц I. Він мав чудові особисті стосунки з Марією Терезією та її сином Йосипом II і зумів спокійно вирішувати прикордонні суперечки навколо озера Гарда, між Кадоре та Ампеццо й в Істрії. Йому також вдалося вирішити серйозну суперечку щодо старшинства під час вистави, що відбулася в театрі Сан-Бенето на честь герцога Карла II Ойгена Вюртемберзького, що мало призвести до кризи з австрійськими дипломатами. У своїх депешах він пропонував реформу армії за зразком імперської та підкреслював заохочення, що надавалися віденським двором торгівлі та виробництву. Після посвячення Йосипом II у лицарі він повернувся до Венеції 13 вересня 1769 року.
15 травня 1769 року призначається бейло Константинополя та надзвичайним послом в Османській імперії, де завоював довіру спочатку султана Мустафу III, а потім його наступника Абдул-Гаміда I. 1774 року забезпечив венеційські кораблі для перевезення продовольства до столиці імперії. Також у Константинополі він відновив переговори, які вже розпочав у Відні, з князем Олександром Голіциним про відкриття Чорного моря для венеціанських купців та отримання першого рейсу до Криму для корабля «Мадонна дель Розаріо». 1775 року повертається до Венеції.
У 1776 році він одружився з Маргаритою Дальмет, з якою познайомився в Константинополі. Маючи скромне походження та суперечливе минуле, вона була на тридцять п'ять років молодша за нього, і цей шлюб викликав скандал серед його супротивників. Того ж року став членом Малої ради від сестьєре Дорсодуро, 1778 року — Ради старійшин..
Його обрання дожем 14 січня 1779 року було непопулярним, і він був предметом численних загрозливих листів в той час. Невдовзі дож втрутився у засідання Великої ради, щоб обговорити пропозиції щодо реформ, висунуті Джорджо Пізані та Карло Контаріні, які передбачали посилення повноважень самої Великої ради, в якій усі патриції мали рівні повноваження, на противагу Сенату та Раді десяти, які втратили б юрисдикцію щодо нагляду за митницею. Завдяки цьому пропозицію було підтримано.
За його правління розпочалося будівництво дамб, Мурацці на Лідо та Пеллестріна, які мали на меті краще захистити Венецію від повеней.
У зовнішній політиці в 1782 році він влаштував офіційну зустріч спадкоємцю російського трону Павла Петровича та його дружини Софії Доротеї Вюртемберзької;  у 1783 році — папи римського Пія VI.
У 1784 році разом із Сенатом він організував військову кампанію проти туніського бея Хаммуди з метою змусити того поновити повередній договір про безпеку торговельних суден Венеції. Це підняло престиж Республіки, але створило напругу у відносинах з Османською імперією. В результаті 1788 року дож і Сенат відхилили пропозицію Росії та Австрії долучитися до антиосманського союзу.
Помер 14 лютого 1789 року від «ревматичної лихоманки» після тридцяти семи днів хвороби. Його було поховано у церкві Сан-Ніколо да Толентіно.

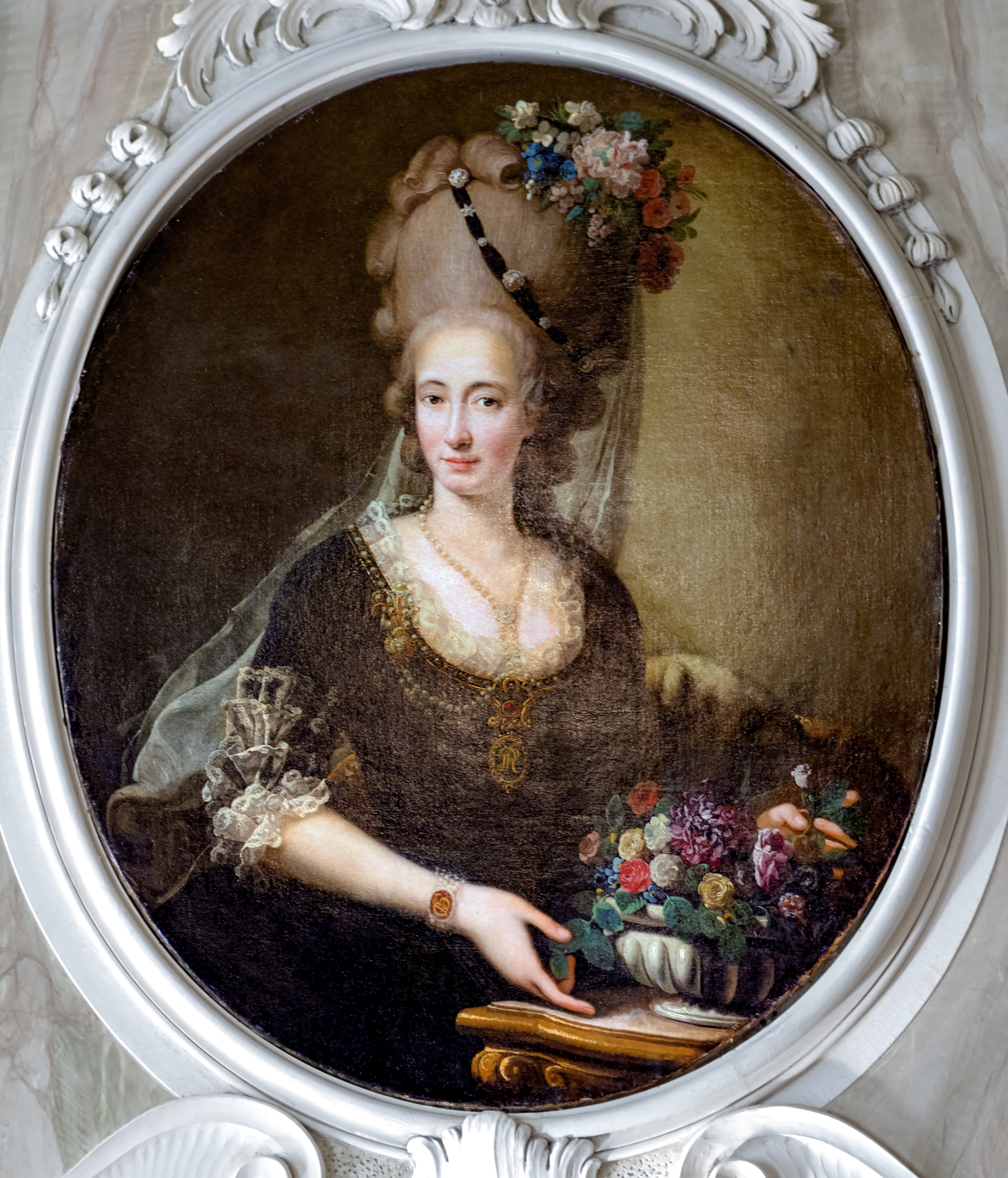
Дружина Паоло Реньє Джустина Дона далле Роза (1715–1751) картина Людовико Галліна
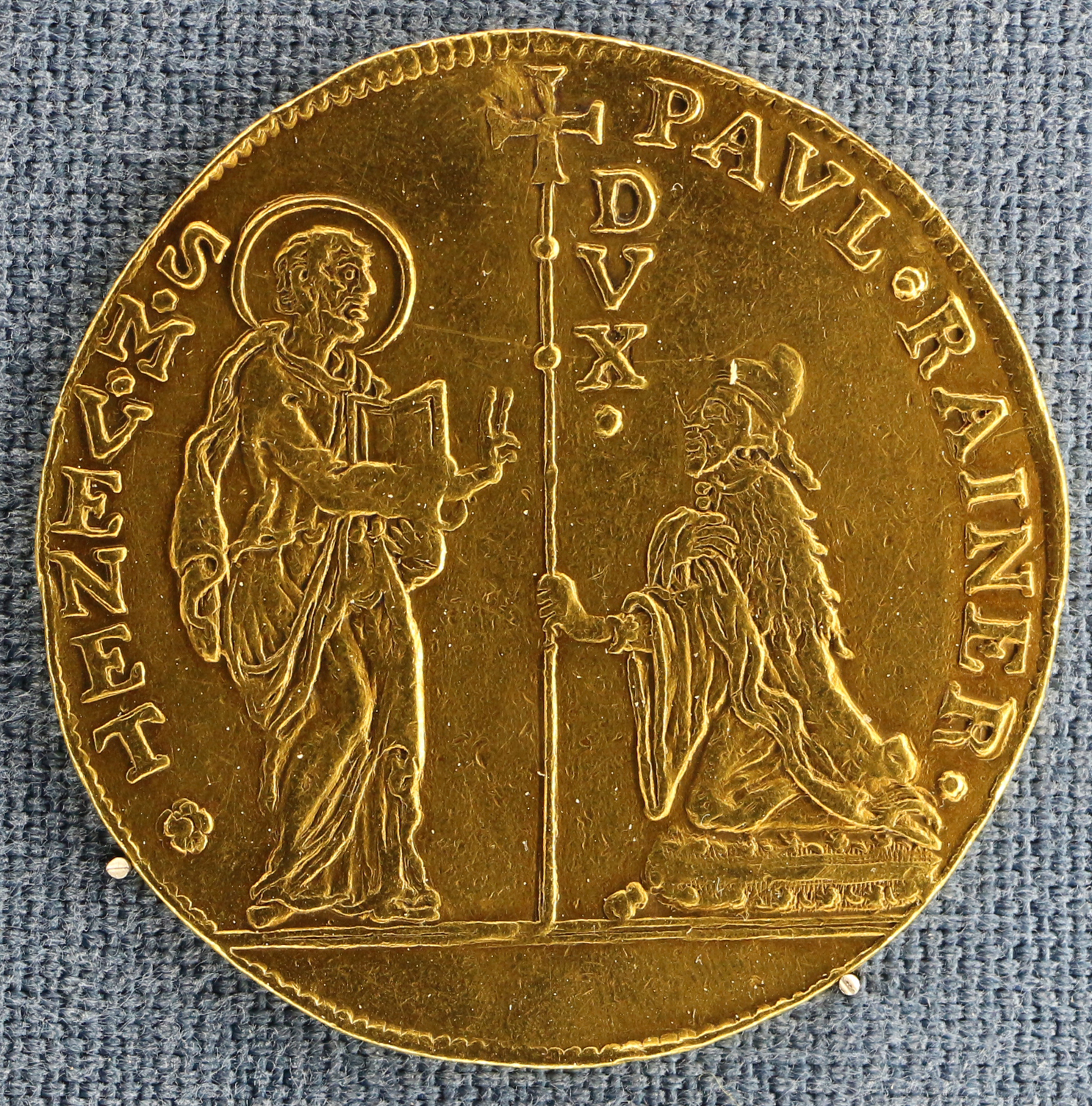
10 цехінів Паоло Реньєра
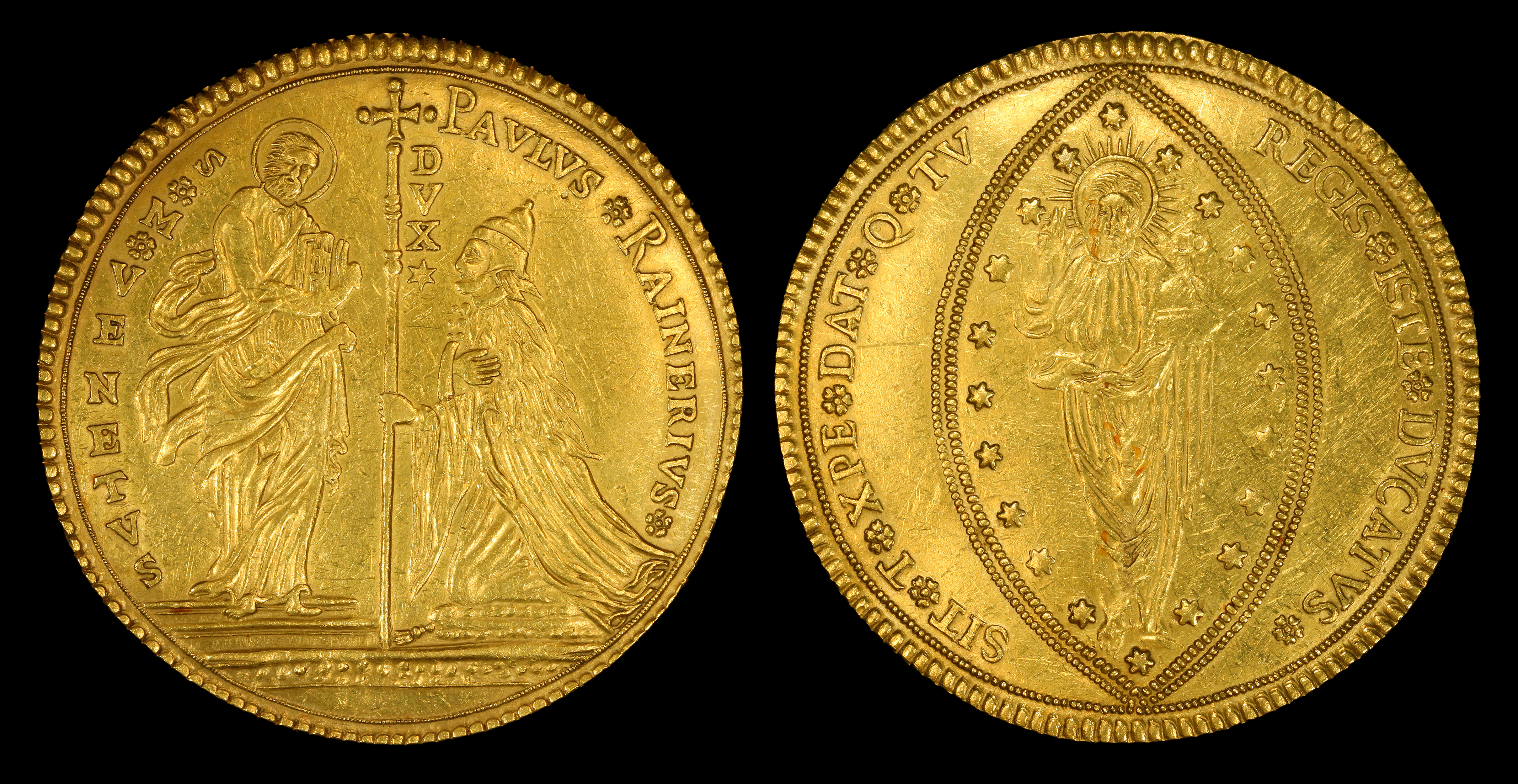
50 дзеккіні з часів правління Паоло Реньєр (1779–89), передостаннього дожа Венеції.
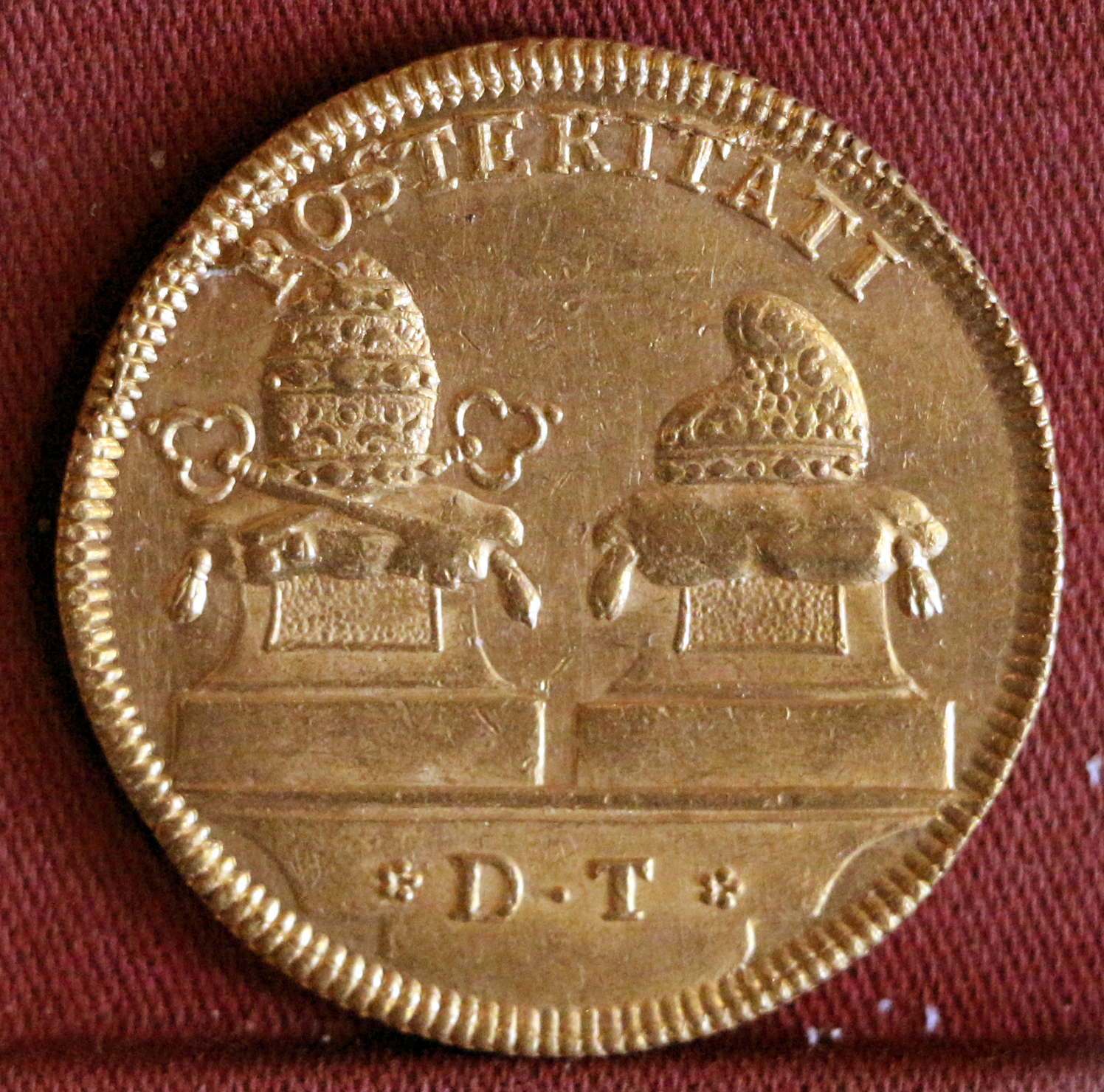
Медаль золота озелла Паоло Реньєра